# Lee Eol
Lee Eol – południowokoreański zapaśnik w stylu klasycznym. Zdobył brązowy medal na mistrzostwach Azji w 2007. Trzeci na uniwersyteckich mistrzostwach świata w 2006 roku.